# Leonid Iwanowitsch Schdanow

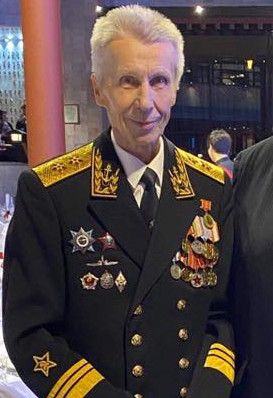
Leonid Iwanowitsch Schdanow (7. Dezember 2019 in Sankt Petersburg)

Leonid Iwanowitsch Schdanow (russisch Леонид Иванович Жданов; * 18. Februar 1938 im Dorf Markomussy, Rajon Plessezk, Oblast Archangelsk) ist ein sowjetisch-russischer Vizeadmiral. Er war von 1987 bis 1992 der 15. und letzte Kommandeur der Kaspischen Höheren Offiziersschule der Sowjetischen Seekriegsflotte.

## Leben
Schdanow stammt aus einer Bauernfamilie. Seine Mutter starb vor Ausbruch des Großen Vaterländischen Krieges, sein Vater fiel 1943 als Soldat während der Leningrader Blockade. Er wuchs deshalb bei der Großmutter auf und nach ihrem Tod bei Tante und Onkel. Nach Abschluss der 4. Schulklasse trat er 1950 in die Leningrader Nachimow Seekriegsschule ein, die er 1956 absolvierte. Er besuchte im Anschluss die Höhere U-Bootoffiziersschule. Nach deren Abschluss diente Leutnant Schdanow ab 1960 in der Nordflotte als Kommandeur des Navigationsgefechtsabschnittes (GA-1) auf dem U-Boot S-276 (Projekt 613), das in Gremicha stationiert war. Später wurde er 1. Offizier auf dem Atom-U-Boot K-181 (Projekt 627) und einige Zeit darauf stellvertretender Kommandeur einer U-Bootflottille der Nordflotte. Von 1987 bis 1992 leitete er die Kaspische Höhere Offiziersschule der Seestreitkräfte der UdSSR.
Nach seiner Entlassung in den Ruhestand arbeitete er in der Zentralen Kartografiestelle der Russischen Marine.
Schdanow ist verheiratet und hat drei Kinder.

## Auszeichnungen
- Orden des Roten Sterns
- Orden „Für den Dienst am Vaterland in den Streitkräften der UdSSR“ 3. Klasse
- weitere Medaillen

## Veröffentlichungen
- Всегда с флотом: К 50-летию КВВМКУ им. С.М. Кирова. Zeitung Каспиец, 8. Dezember 1989, S. 2–3.
- Российскому флоту XXI века нужны флотоводцы. Zeitung Морская газета, 19. Mai 1994.
- Каспийское высшее военно-морского краснознаменное училище имени С. М. Кирова (к 70-летию со дня основания). 17. Dezember 2009.